# アンソニー・レイク
アンソニー・レイク（英語：William Anthony Kirsopp Lake、1939年4月2日 - ）は、アメリカ合衆国の外交官、政治学者。学位はPh.D.（プリンストン大学・1974年）。
国務省政策企画本部長（第11代）、国家安全保障問題担当大統領補佐官（第18代）、国際連合児童基金事務局長（第6代）などを歴任した。

## 概要
在サイゴン領事、国家安全保障担当大統領補佐官付特別補佐官などを経て、カーター政権下で国務省政策企画本部の本部長に就任した。クリントン政権では、国家安全保障担当大統領補佐官に就任した。任期中、ボスニア・ヘルツェゴビナ紛争の解決に尽力した。その後、ジョージタウン大学のEdmund A. Walsh School of Freign Serviceで教鞭をとっている。2010年5月1日より、国際連合児童基金の事務局長に就任した。

## 経歴

### 生い立ち
アンソニー・レイクは1939年4月2日にニューヨークで生まれた。1961年にハーヴァード大学を卒業、その後ケンブリッジ大学トリニティ・カレッジで経済学を学び、1974年プリンストン大学Woodrow Wilson School of Public and International Affairsで博士号を取得した。

### 官界・政界にて

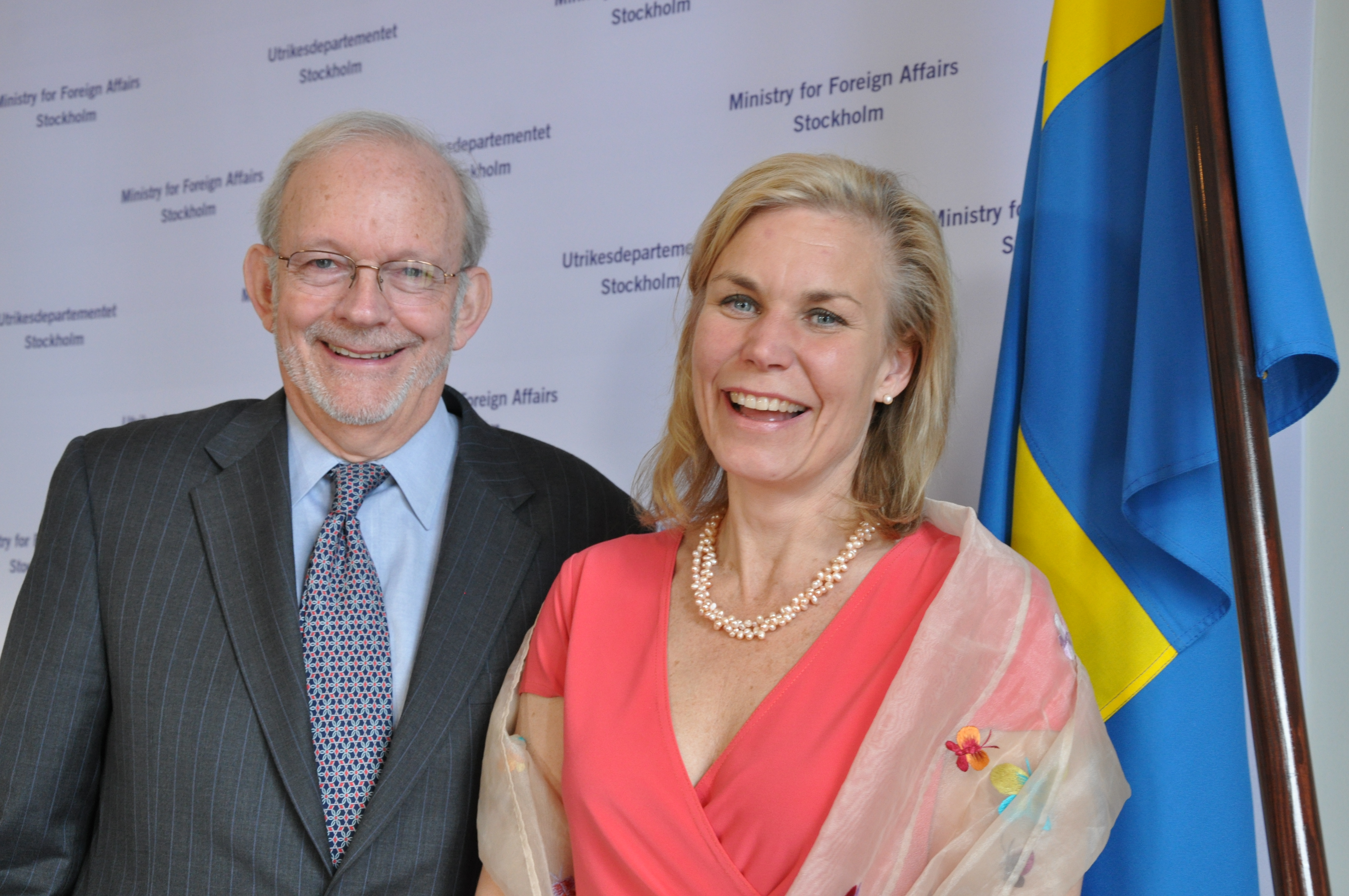
2010年6月17日、スウェーデン外務省にてスウェーデン開発協力大臣グニッラ・カールソン（右）と

レイクはベトナム戦争さなかの1962年に駐南ベトナム大使ヘンリー・カボット・ロッジJr.の補佐官として国務省に入省し、駐サイゴン領事（1963年）、駐フエ副領事（1964-1965年）、国家安全保障担当大統領補佐官付き特別補佐官（1969 - 1970年）を歴任した。ニクソン政権下の1969年、彼はパリで行われた北ベトナム側との初の秘密会談に出席する国家安全保障担当補佐官ヘンリー・キッシンジャーに随行した。1970年、ニクソン政権によるカンボジアへの戦線拡大に関してキッシンジャーと意見が衝突し、国務省を去った。後に、キッシンジャーのアフリカへの接近を批判する本を出している。
その後、メーン州選出の上院議員エドマンド・マスキーの選挙キャンペーン、カーネギー国際平和基金、International Voluntary Servicesで働いた後、カーター政権下の1977年、国務省政策企画本部長として国務省に復帰、1981年までその職を務めた。
1981年、レーガン政権が成立するとレイクは再び国務省を去り、アマースト大学教授となった。1984年マウント・ホリオーク大学に移り、ベトナム戦争の成り行き、第三世界における革命、アメリカの外交政策について研究した。
1992年の大統領選挙期間はクリントン陣営の最高外交顧問の候補者の1人であった。その後クリントン政権下で国家安全保障担当大統領補佐官（1993-1997年）を務め、ボスニア紛争、ソマリア内戦、1994年朝鮮半島危機などの難局の解決に努めた。1996年にクリントンが再選されると中央情報長官（CIA長官）に指名されたが、共和党の反対により上院情報委員会の審議が紛糾し、レイクは指名を辞退した。
現在は、アメリカ外交・安全保障の超党派組織であるPartnership for a Secure Americaの顧問や2008年アメリカ合衆国大統領選挙に民主党候補として当選したバラク・オバマの外交顧問を務めている。2010年3月16日にユニセフの事務局長に任命され、5月1日に就任する。
2018年秋の叙勲で旭日大綬章を受章。

## 著作
- 6 Nightmares: The Real Threats to American Security (Back Bay Books, 2001). ISBN 0-316-56147-9